# ستورة (حديبو)

تعديل مصدري - تعديل

ستورة هي إحدى قرى مديرية حديبو التابعة لمحافظة سقطرى، بلغ تعداد سكانها 561 نسمة حسب تعداد اليمن لعام 2004.